# (84447) Jeffkanipe
(84447) Jeffkanipe est un astéroïde de la ceinture principale.

## Description
(84447) Jeffkanipe est un astéroïde de la ceinture principale. Il fut découvert le 6 octobre 2002 à Haleakalā par le programme NEAT. Il présente une orbite caractérisée par un demi-grand axe de 2,52 UA, une excentricité de 0,02 et une inclinaison de 10,3° par rapport à l'écliptique.

## NGC 3303 et(84447) Jeffkanipe
L'atlas Arp comprend une photographie de la galaxie NGC 3303 du 19 février 1964. Sur cette photo, la galaxie semble avoir un jet. Cependant, nul ne réussit à réobserver cette caractéristique. En 2009, Jeff Kanipe (en) identifia ce « jet » à (84447) 2002 TU240, un astéroïde de la ceinture principale découvert en 2002 et baptisé depuis (84447) Jeffkanipe en l'honneur de l'auteur de cette identification. Cette observation en 1964 est la plus ancienne observation répertoriée de cet astéroïde,.

## Compléments